# 葉逢春
葉逢春（1532年2月19日—1589年9月12日），字叔仁，號和齋，浙江紹興府餘姚縣人，明朝政治人物。

## 生平
嘉靖三十七年（1558年）戊午科浙江鄉試第四十六名舉人。嘉靖四十四年（1565年）中式乙丑科會試第二百十名，三甲第二十七名進士。兵部观政，本年六月除寧國府推官，隆慶二年（1568年）二月升撫州府通判，四年六月升工部都水司主事，万历二年（1575年）二月升营缮司员外郎，丁母忧归。五年正月復除本部虞衡司，二月升都水司郎中，六年八月升庐州府知府，十一年二月调湖廣鄖陽府知府，丁父忧归。十四年正月考察致仕。

## 家族
曾祖葉世榮；祖父葉景賢，號半軒，封工部郎中；父葉選，號後皋，官工部部中。前母徐氏（贈安人）；母羅氏，累封宜人。兄葉逢陽（州判）、弟葉逢淮。